# Distrito de Żagań
Żagań (polaco: powiat żagański) es un distrito (powiat) del voivodato de Lubusz (Polonia). Fue constituido el 1 de enero de 1999 como resultado de la reforma del gobierno local de Polonia aprobada el año anterior. Limita con otros siete distritos: al norte con Zielona Góra, al nordeste con Nowa Sól, al este con Głogów y Polkowice, al sur con Bolesławiec y Zgorzelec y al oeste con Żary; y está dividido en nueve municipios (gmina): dos urbanos (Gozdnica y Żagań), tres urbano-rurales (Iłowa, Małomice y Szprotawa) y cuatro rurales (Brzeźnica, Niegosławice, Wymiarki y Żagań). En 2011, según la Oficina Central de Estadística polaca, el distrito tenía una superficie de 1131,78 km² y una población de 81 412 habitantes.